# گالئاتسو چانو
کنت جان گالئاتسو چانو (به ایتالیایی: Gian Galeazzo Ciano) (زادهٔ ۱۸ مارس ۱۹۰۳ – درگذشتهٔ ۱۱ ژانویهٔ ۱۹۴۴) وزیر امور خارجهٔ ایتالیا و داماد بنیتو موسولینی بود.
چانو میان سال‌های ۱۹۳۷ تا ۱۹۴۳ خاطراتی را نگاشته‌است که آوازهٔ بسیاری یافته.

## زندگی

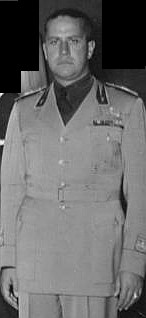
چانو

چانو در سال ۱۹۰۳ در لیورنو، شهری در شمال ایتالیا، زاده شد. پدرش دریاسالار کنت کستانتسو چانو از قهرمانان جنگ جهانی اول در نیروی دریایی سلطنتی ایتالیا بود که به سبب خدماتش عنوان کنت را از ویکتور امانوئل سوم، پادشاه ایتالیا دریافت کرد. پدر گالئاتسو از مؤسسان حزب فاشیست بود. گالئاتسو به سبب ثروت فراوان پدرش زندگی اشرافی و مرفهی را از کودکی آغاز کرد که تقریباً تا پایان عمرش ادامه داشت.
او تحصیلات عالیهٔ خود را رشتهٔ حقوق در دانشگاه رم گذراند. پس از مدت کوتاهی فعالیت در حرفه روزنامه‌نگاری چانوی جوان در ریو دو ژانیرو به عنوان وابستهٔ سیاسی خدمت کرد.
در ۲۴ آوریل سال ۱۹۳۰ با ادا موسیلینی دختر بنیتو موسولینی پیمان زناشویی بست که حاصل آن سه پسر با نام‌های فابریتزیو، رِیموندو و مارتزیو بود. مدت کوتاهی پس از این وصلت به عنوان کنسول ایتالیا به شانگهای گسیل‌شد. پنج سال بعد به ایتالیا بازگشت و وزیر روزنامه‌نگاری و تبلیغات پدر زنش، بنیتو موسولینی شد. میان سال‌های ۱۹۳۵–۱۹۳۶ در جریان اشغال نظامی اتیوپی داوطلبانه به عنوان فرماندهٔ یک اسکادران بمب‌افکن خدمت کرد و دو نشان افتخار و درجه کاپیتانی دریافت نمود. سرانجام پس از بازگشت از آفریقا به عنوان یک قهرمان در سال ۱۹۳۶ وزیر امور خارجهٔ ایتالیا شد. پیش از اشغال آلبانی توسط ایتالیا در سال ۱۹۳۹ چانو عنوان افتخاری شهروند تیرانا را از این کشور دریافت کرد.
با حمله آلمان نازی به لهستان و آغاز جنگ جهانی دوم در سال ۱۹۳۹ چانو با اذعان به این که نیروهای مسلح کشورش آمادگی لازم را برای ورود به جنگ ندارد با نقشه‌های موسیلینی مخالفت کرد. وقتی ایتالیا در سال ۱۹۴۰ رسماً به فرانسه اعلان جنگ کرد او در خاطراتش نوشت که بسیار ناراحت است و از خدا خواست به ایتالیا کمک کند. پیش از آغاز حمله آلمان به فرانسه چانو با اعلام خطر، طرح حمله قریب‌الوقوع آلمان به بلژیک را علنی کرد. در پی درگیری ایتالیا در چندین جبهه موازی، شکست‌ها و عقب‌نشینی‌های پی‌درپی آن و تازش نیروهای بریتانیایی و آمریکایی در سال ۱۹۴۳ به جزیره سیسیل او دریافت که سرنوشت جنگ برای ایتالیا نابودی است و کوشید تا کشورش را از جنگ بیرون بکشد. پس برای ساکت کردنش به همراه همه هم قطارانش در کابینه از کارش برکنار شد و در اول مارس همان سال جهت تحت نظر بودن به عنوان سفیر به واتیکان فرستاده شد تا در داخل شهر رم باقی بماند. در همین حال برخی دیگر در ایتالیا نیز در تلاش بودند به صورتی از توافق با متفقین دست یابند.
اواخر ماه ژوئیه ۱۹۴۳ در پی تهاجم متفقین به جزیره سیسیل مجمع عالی حزب فاشیست برای اولین بار پس از سال ۱۹۳۹ به درخواست موسولینی تشکیل جلسه داد. در این جلسه موسولینی از خیال نازی‌ها برای تخلیه جنوب ایتالیا خبر داد. در پی این سخن به پیشنهاد دینو گراندی، از اعضای مجمع عالی حزب فاشیست و یکی از مخالفان ورود ایتالیا به جنگ، موسولینی از رهبری حزب کنار گذاشته شد و قدرت مشروطه به پادشاه ایتالیا، ویکتور امانوئل سوم بازگردانده شد. چانو نیز به عنوان یکی از اعضای مجمع عالی حزب فاشیست به این طرح رای مثبت داد. پس از این جلسه موسولینی که خیال می‌کرد این طرح ارزش واقعی و قدرت اجرایی ندارد همانند هر روز به دفتر کار خود رفت. در این زمان ویکتور امانوئل او را به کاخ سلطنتی احضار و از نخست‌وزیری معزول کرد. موسولینی هنگام خروج از کاخ توسط نیروهای امنیتی بازداشت شد و به مدت دو ماه برای مخفی ماندن محل نگهداری اش از آلمانی‌ها از یک مکان به مکان دیگر منتقل می‌شد؛ ولی نهایتاً نازی‌ها با یافتن محل نگهداری او در کوه‌های گران ساسو، در مرکز ایتالیا وی را از زندان نجات دادند و در شمال ایتالیا دولت دست‌نشاندهٔ جمهوری سوسیالیستی ایتالیا را به رهبری او پایه‌ریختند.
در پی این رویدادها چانو از مقام خود عزل و دولت جدیدی در ایتالیا برقرار شد. یک ماه بعد چانو از ترس این که توسط دولت جدید بازداشت شود به همراه همسر و سه فرزندش به آلمان نازی پناهنده شد ولی آنان وی را به دولت موسولینی سپردند. چانو رسماً به اتهام خیانت توسط دولت موسولینی بازداشت شد. زیر فشار نازیها و فاشیست‌ها چانو دادگاهی و به همراه چهار تن دیگر که همانند او رای به عزل موسولینی از قدرت داده بودند به جوخهٔ آتش سپرده‌شد. اعدام آن‌ها به این صورت انجام شد که بر روی صندلی نشانده شدند و از پشت سر تیرباران گردیدند. گفته می‌شود او پیش از کشته شدن فریاد «زنده باد ایتالیا» سر داد. همسر او ادا پذیرفت در مقابل جانش دفاتر خاطرات همسرش را به نازی‌ها بدهد. البته او نهایتاً توانست برخی از این دفاتر را در جایی مخفی کند و هنگام فرار به کمک یکی از آشنایانش پنج دفتر را هم با خود به سوئیس ببرد.